# ماتيو مورو
ماتيو مورو (بالفرنسية: Mathieu Moreau)‏ (22 فبراير 1983 كامبار فرنسا - ) هو لاعب كرة قدم فرنسي يلعب كحارس مرمى.